# Didymochlaena truncatula
Didymochlaena truncatula är en art bland ormbunksväxterna som först beskrevs av Olof Peter Swartz, och fick sitt nu gällande namn av John Smith. Den ingår i släktet Didymochlaena och familjen Hypodematiaceae. Utöver nominatformen finns också underarten D. t. attenuata.

## Bildgalleri

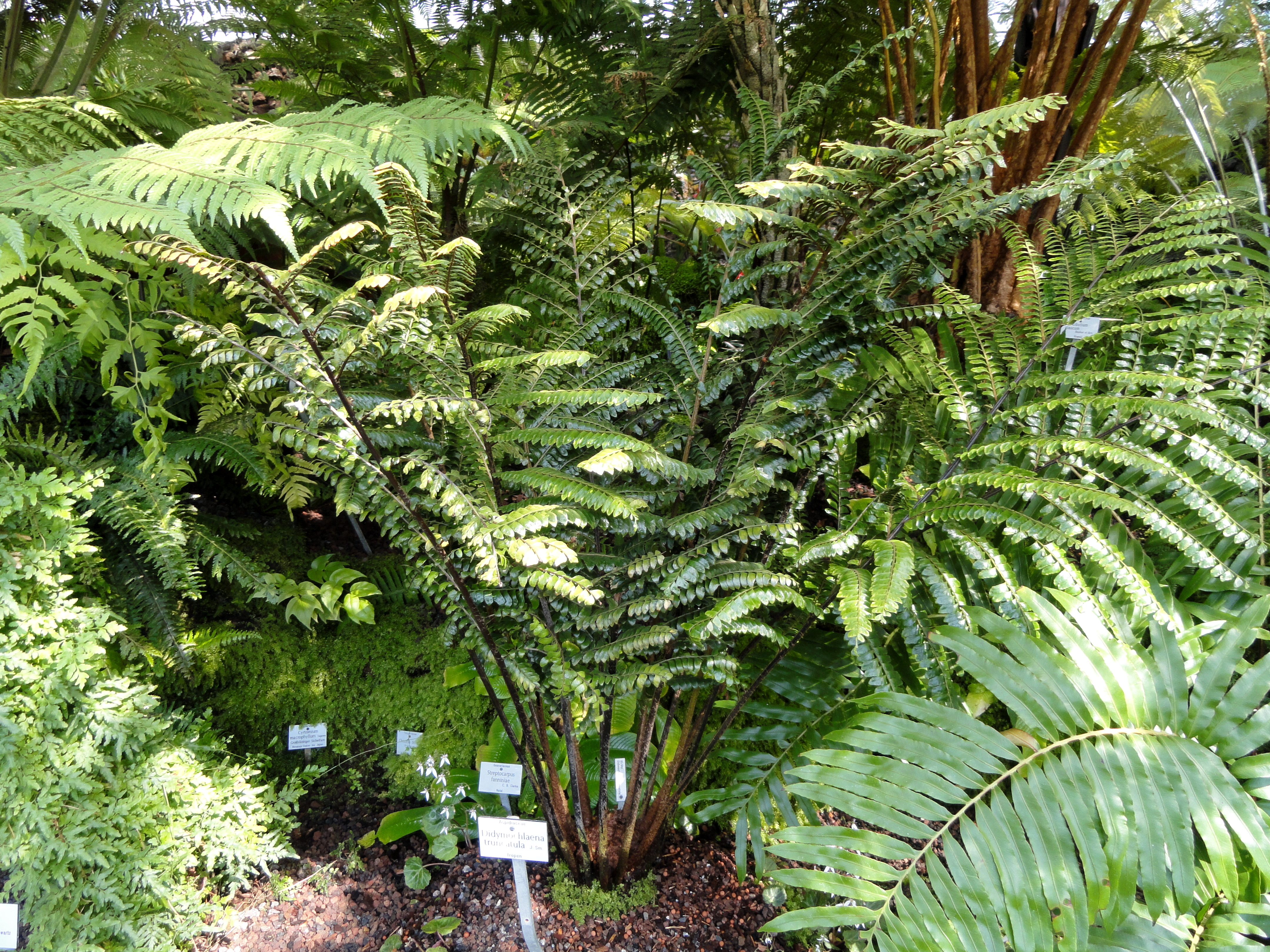
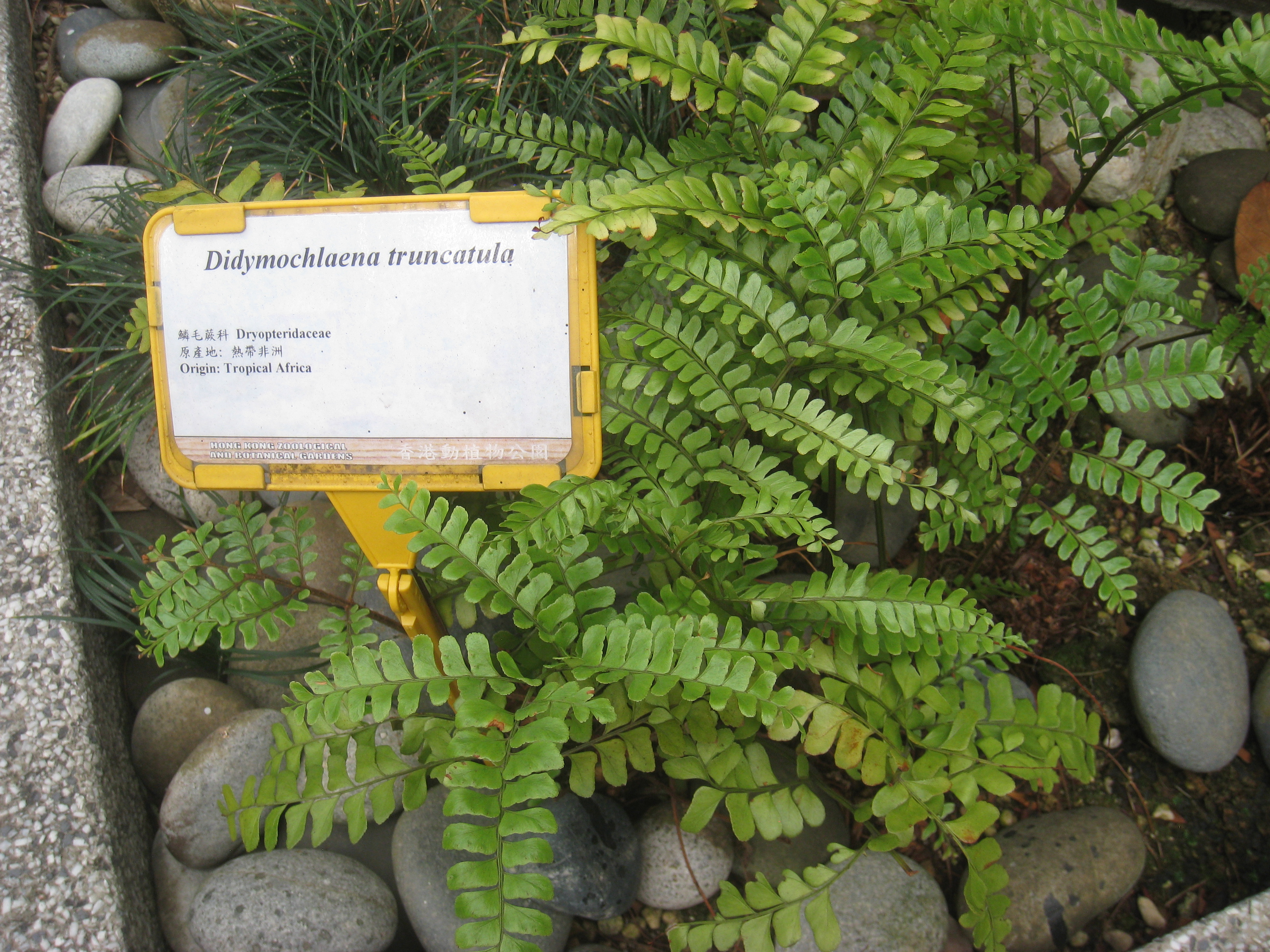
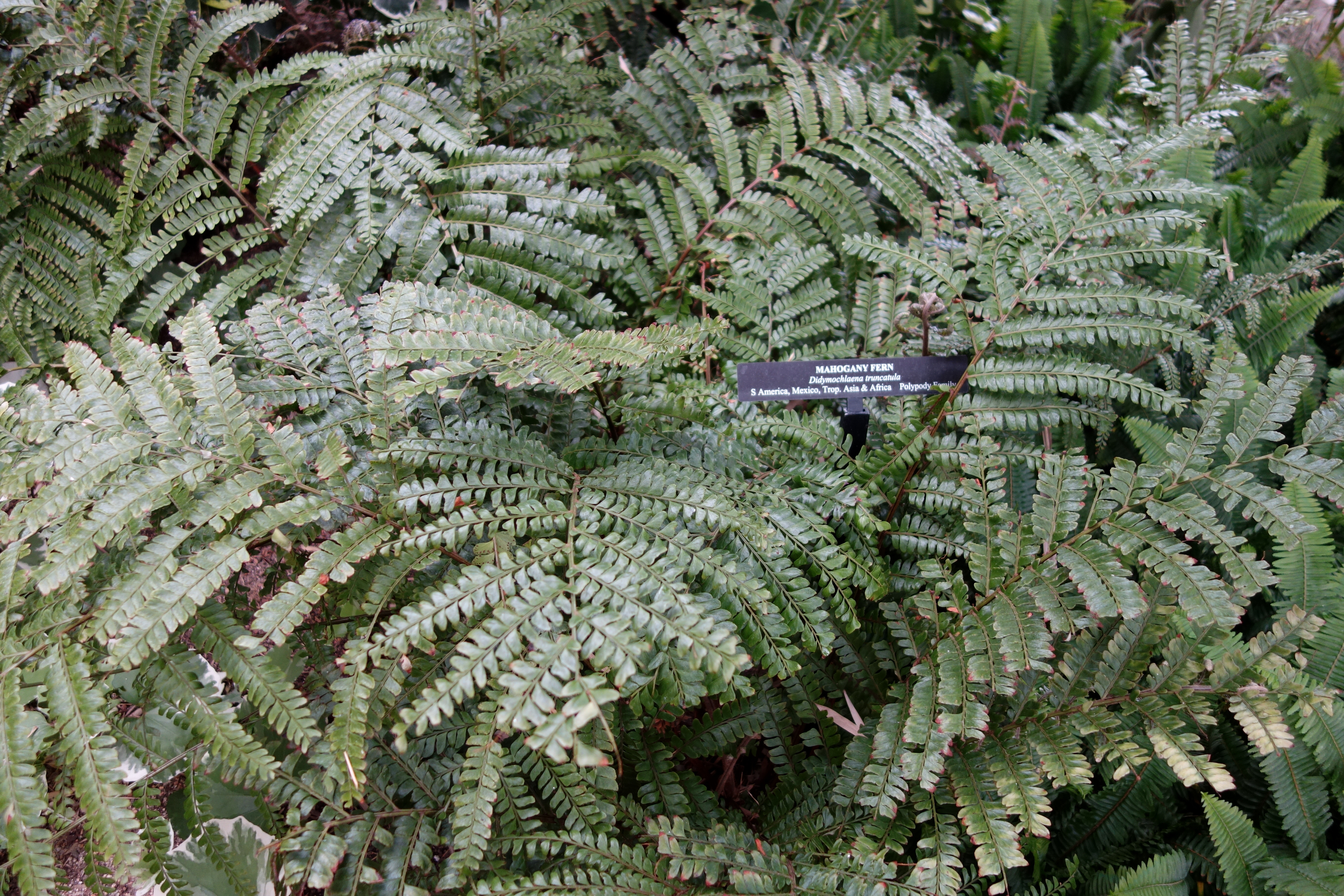
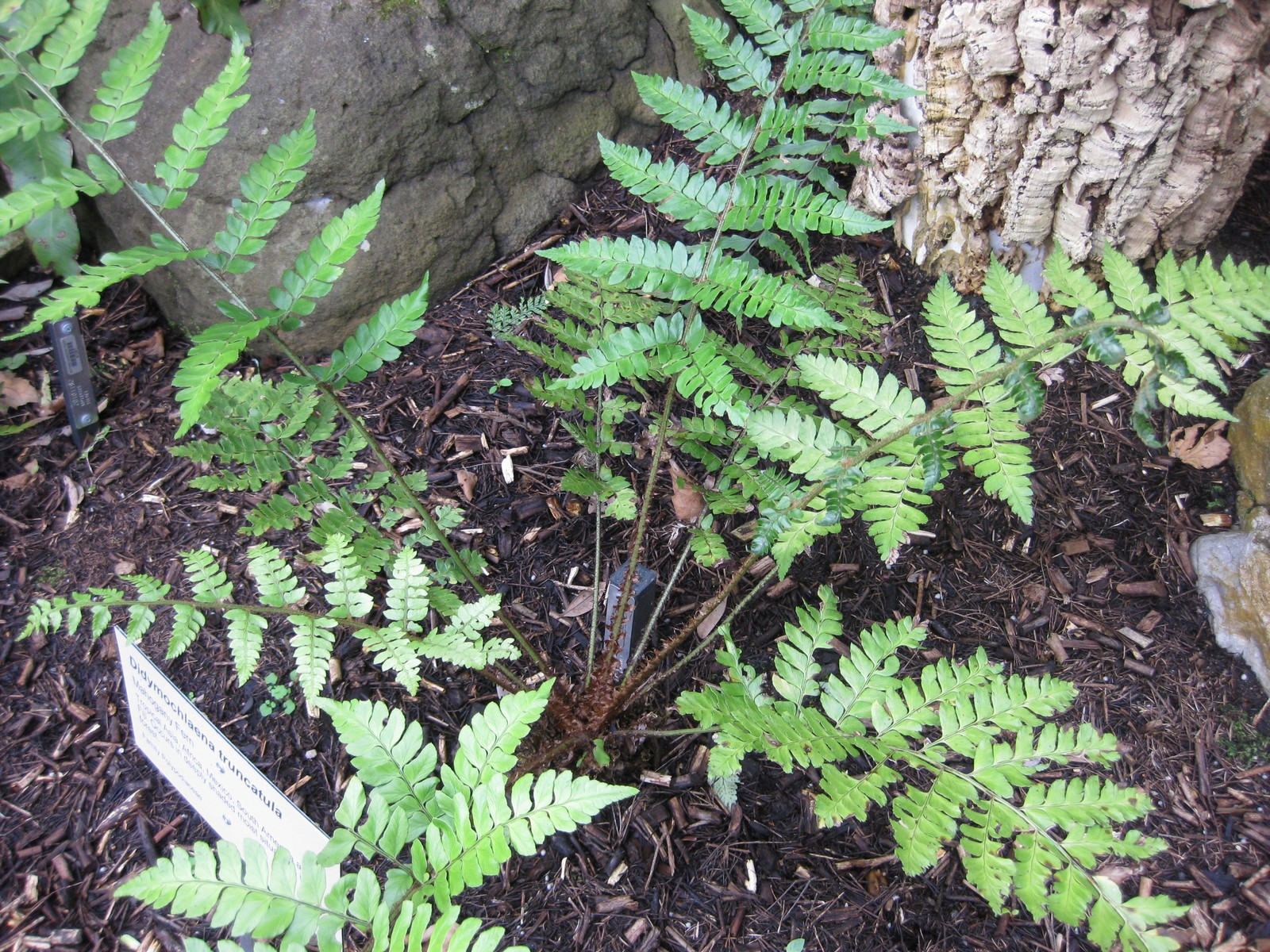
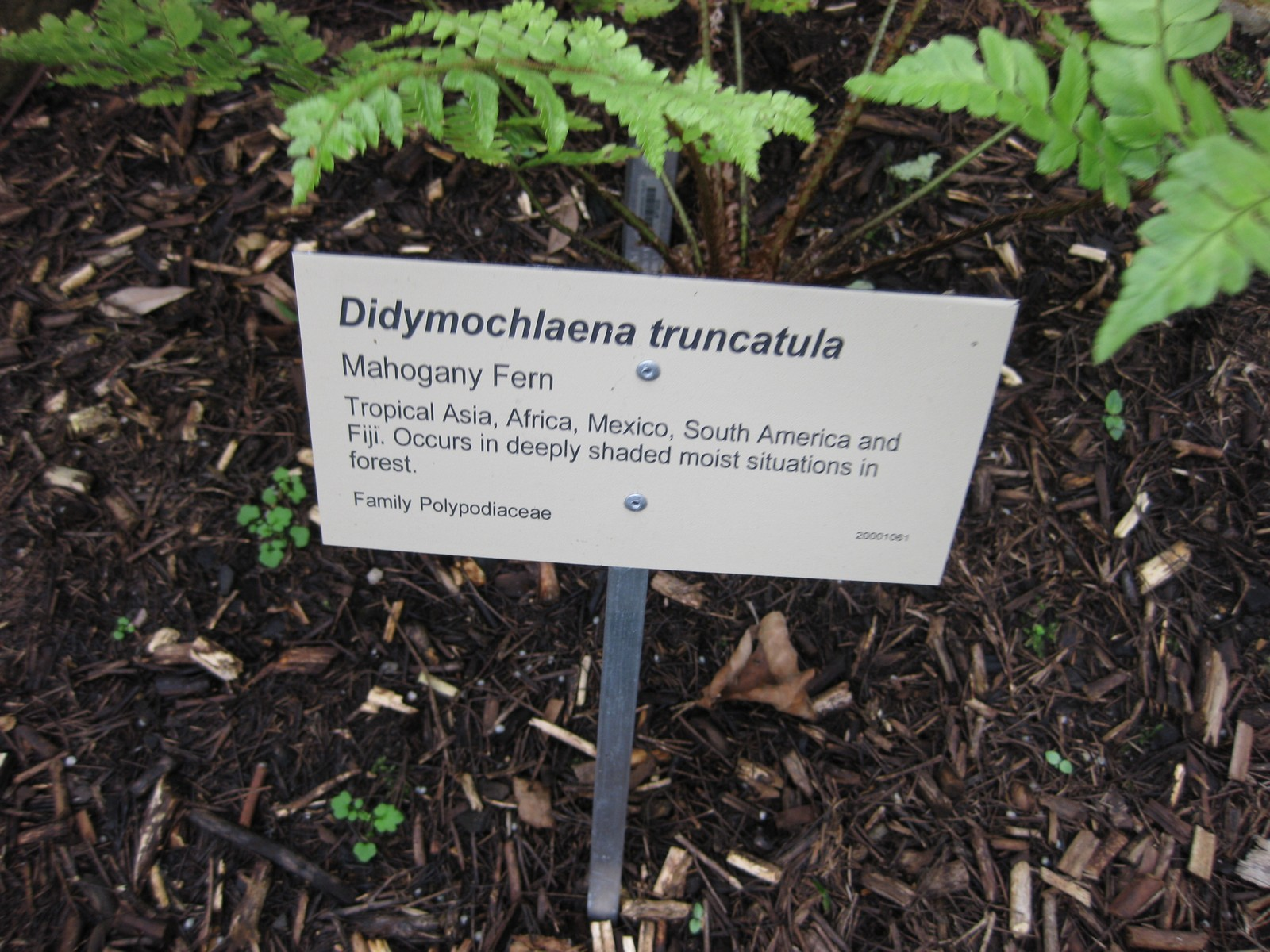
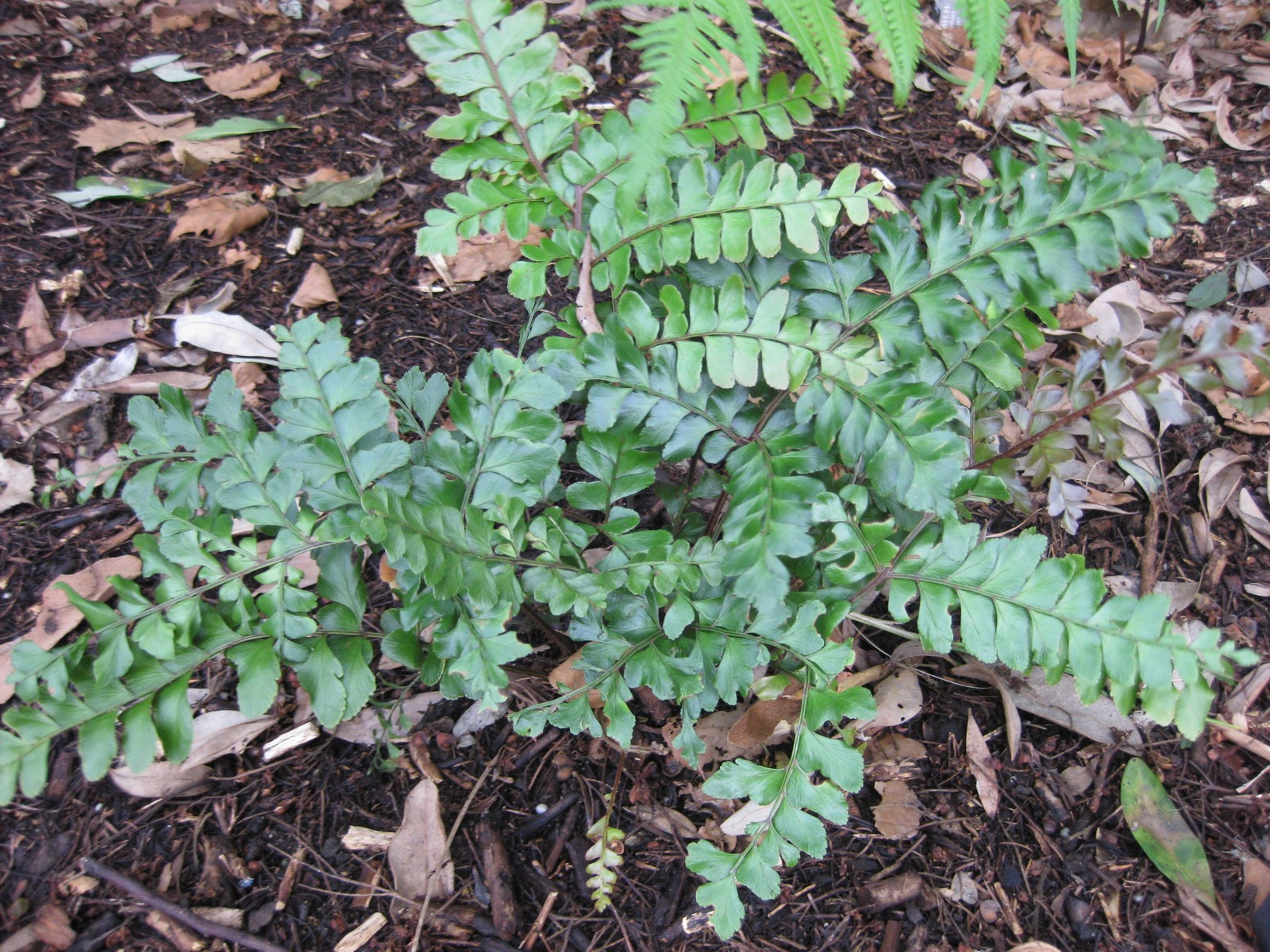